# Martina Laird
Martina Laird (nacida en 1971) es una actriz, directora y profesora de actuación trinitense-británica.

## Primeros años y educación
Martina Laird nació en Puerto España, Trinidad, en 1971. Su interés por el teatro comenzó temprano, cuando tenía siete años, y desde los 13 años estudió con luminarias locales como Beryl McBurnie, y asistía regularmente a representaciones en el Teatro Little Carib. A la edad de 17 años, Laird se fue a Inglaterra, después de haber ganado una beca nacional para estudiar francés en la Universidad de Kent en Canterbury, e hizo Drama como parte de su carrera. Después de contarles a sus padres sobre sus ambiciones actorales a la edad de 20 años, siguiendo el consejo de Derek Walcott, que era un amigo de la familia, Laird asistió a la Webber Douglas Academy of Dramatic Art.

## Carrera
Después de comenzar su carrera como actriz en el escenario, consiguió un papel en el drama de televisión de la BBC Casualty, donde interpretó de manera más memorable al personaje de Comfort durante varios años. También apareció en otras series de televisión populares, como Holby City y EastEnders.
Entre sus créditos teatrales notables se encuentran como Sophia en Moon on a Rainbow Shawl de Errol John, dirigida por Michael Buffong, en una producción de 2012 en el Royal National Theatre, y The House that Will Not Stand de Marcus Gardley en el Tricycle Theatre (2014), así como, desde 2016, actuaciones en varias obras de Shakespeare: La fierecilla domada, Romeo y Julieta, Julio César, La tempestad y Enrique IV, Coriolano y A buen fin no hay mal principio. En 2019, Laird apareció en la obra de August Wilson King Hedley II, junto a Lenny Henry, en Stratford East.

## Filmografía
| Año             | Título                                                | Papel                                           | Notas                                        |
| --------------- | ----------------------------------------------------- | ----------------------------------------------- | -------------------------------------------- |
| 1991            | Eastenders                                            | Court Clerk                                     | Episodio: 14th Jan 1993 Trial of Nick Cotton |
| 1993            | Harry                                                 | Friend                                          | Serie 1, Episodio 5                          |
| 1993–1999       | The Bill                                              | Sandra Newton / Marlene Franklin / Marcia Walsh | 3 episodios                                  |
| 1995            | The Governor                                          | Zania                                           | 3 episodios                                  |
| 1995            | One for the Road                                      | Ruth                                            | Episodio: "Prague"                           |
| 1995–2006, 2016 | Casualty                                              | Comfort Jones / Comfort Newton / Darleen Devern | 207 episodios                                |
| 1996            | The Knock                                             | Nadine Charles                                  | Serie 2, Episodio 2                          |
| 1996            | Thief Takers                                          | Ruth                                            | Episodio: "Wasteland"                        |
| 1996            | Dangerfield                                           | WPC                                             | Episodio: "Inside Out"                       |
| 1998            | Peak Practice                                         | Dr. Toray                                       |                                              |
| 1998            | Jonathan Creek                                        | Bridget                                         | Episodio: "Danse Macabre"                    |
| 1999            | Wing and a Prayer                                     | Dee Dee Bastiani                                | 3 episodios                                  |
| 1999–2000       | A Touch of Frost                                      | Miriam Madikane                                 | Episodios: "Line of Fire (Partes 1&2)"       |
| 1999–2005       | Holby City                                            | Comfort Newton / Darleen Devern                 | 3 episodios                                  |
| 2000, 2011      | My Family                                             | Darci / Doctora Kelly                           |                                              |
| 2003            | Children in Need                                      | Comfort                                         | Serie 1, Episodio 4                          |
| 2005            | Casualty@Holby City                                   | Comfort Newton                                  | 5 episodios                                  |
| 2007            | Deadbeat                                              | Detective Clayderman                            |                                              |
| 2009            | Free Agents                                           |                                                 | Serie 1, Episodio 6                          |
| 2009            | Monday Monday                                         |                                                 |                                              |
| 2010            | Shameless                                             | Michelle                                        | 2 episodios                                  |
| 2010            | Missing                                               | Pamela Rutter                                   | Serie 2, Episodio 3                          |
| 2010            | Doctors                                               | Kathy Nicholls                                  | Episodio: "Like Mothers, Like Daughters"     |
| 2010            | Forget Me Not                                         | Doctora                                         |                                              |
| 2011            | Coronation Street                                     | Colette Hankinson                               |                                              |
| 2011            | Blitz                                                 | Oficial forense                                 |                                              |
| 2011            | London's Burning                                      | Rachel                                          | Película de TV                               |
| 2013            | Feds                                                  | McKenzie                                        |                                              |
| 2015            | The Dumping Ground                                    | Sra. Underwood                                  |                                              |
| 2016            | Jericho                                               | Epiphany                                        | 8 episodios                                  |
| 2016            | EastEnders                                            | DC Angie Rice                                   | 8 episodios                                  |
| 2017            | Padlock                                               | Natasha                                         | Cortometraje                                 |
| 2017–2018       | The Donmar Warehouse's All-Female Shakespeare Trilogy | Alonso / Worcester / Gadshill / Cassius         |                                              |
| 2019            | Shakespeare & Hathaway: Private Investigators         | Claudia Farrel                                  |                                              |
| 2019            | Great Performances                                    | Cassius                                         |                                              |
| 2019            | The Bay                                               | Bernie Chambers                                 | Serie de TV                                  |
| 2020            | Summerland                                            | Older Vera                                      |                                              |
| 2021            | Boxing Day                                            | Janet                                           |                                              |
| 2021            | Still We Thrive                                       |                                                 | Cortometraje                                 |
| 2023            | Unforgotten                                           | Bele                                            | Series 5 Episodio 1                          |
| 2023            | La Sirenita                                           | Lashana                                         |                                              |
| 2023            | Dreamland                                             | Diane                                           | Serie de TV                                  |

### Teatro
- The White Devil, Royal Shakespeare Company, 1996[14]
- Three Hours After Marriage, Royal Shakespeare Company, 1996–1997
- Troilo y Crésida, Royal Shakespeare Company, 1996–1997
- Breath Boom, Royal Court Theatre, 2000
- The Five Wives of Maurice Pinder, Royal National Theatre, 2007[15]
- Bianca in Othello, Donmar Warehouse, London, 2007–2008[16]
- Moon on a Rainbow Shawl, Royal National Theatre, 2012
- The House that Will Not Stand, Tricycle Theatre, 2014[17]
- A buen fin no hay mal principio, Sam Wanamaker Playhouse, 2018[18]
- Shebeen, Stratford East, 2018[19]
- King Hedley II, Stratford East, 2019[20]
- 15 Heroines – Jermyn Street Theatre, 2020[21]